# Tinchebray
Tinchebray is een  plaats en voormalige gemeente in het Franse departement Orne in de regio Normandië en telt 2891 inwoners (1999). De plaats maakt deel uit van het arrondissement Argentan.

## Geschiedenis
Op 28 september 1106 vond hier de slag bij Tinchebrai plaats tussen een invasieleger geleid door Hendrik I van Engeland en zijn oudere broer Robert Curthose, de hertog van Normandië.
Tijdens de Honderdjarige Oorlog werd het kasteel van Tinchebray ingenomen door de Engelsen en later op bevel van de Franse koning afgebroken. Tijdens het ancien régime was Tinchebray de zetel van een koninklijke baljuw en een burggraaf. Naast de landbouw waren ook handel en ijzerbewerking belangrijk.
In 1796 werd het dorp, dat partij had gekozen voor de republikeinen, afgebrand door de troepen van de royalistische graaf Louis de Frotté. In de 19e eeuw lag de gemeente te afgelegen om te profiteren van de industriële revolutie al bleef er wel metaalnijverheid.
Tot 1 januari 2015 was Tinchebray een zelfstandige gemeente. Op die datum werd het met Beauchêne, Frênes, Larchamp, Saint-Cornier-des-Landes, Saint-Jean-des-Bois en Yvrandes samengevoegd tot de fusiegemeente Tinchebray-Bocage, waarvan Tinchebray de hoofdplaats werd.

## Geografie
De oppervlakte van Tinchebray bedraagt 26,6 km², de bevolkingsdichtheid is 108,7 inwoners per km².
De onderstaande kaart toont de ligging van Tinchebray met de belangrijkste infrastructuur en aangrenzende gemeenten.

## Demografie
Onderstaande figuur toont het verloop van het inwonertal (bron: INSEE-tellingen).

## Geboren
- André Breton (1896-1966), dichter en essayist, grondlegger van het surrealisme
- Guy Degrenne (1925-2006), ondernemer

Beauchêne · Frênes · Larchamp · Saint-Cornier-des-Landes · Saint-Jean-des-Bois · Tinchebray · Yvrandes